# Здание посольства Швеции (Минск)
Здание посольства Швеции — историческое здание XIX века в Минске, памятник архитектуры (номер 711Е000001). Расположено по адресу: Революционная улица, дом 15.

## История
Трёхэтажное здание построено в первой половине XIX века. В 1877 году владелец, статский советник Фебус Яковлевич Каплан, реконструировал здание, добавив объём со стороны двора. Здание пострадало во время большого городского пожара 1881 года, но было восстановлено, оформление было сохранено, на третьем этаже добавлен балкон. В 1906 году здание перешло к мещанке Эсфири Варгафтик. По состоянию на начало XX века, в основном здание было жилым, также размещалась контора «Российского транспортного товарищества» и частная хирургическая клиника М. Шапиро (основана в 1912 году). В 1919 году дом был национализирован, в нём действовал Комиссариат по иностранным делам. С 1920 года в доме различные учреждения. В 1924—1928 гг. здание занимал Институт белорусской культуры. В годы Великой Отечественной войны дом не пострадал. После войны в нём также размещались административные учреждения, с 1991 года — научно-просветительский центр имени Франциска Скорины, а после реконструкции начала XXI века — посольство Швеции в Республике Беларусь.

## Архитектура
Здание построено в стиле классицизма. Профилированная тяга отделяет первый этаж от двух верхних. Первый этаж отделан ленточным рустом. Прямоугольные оконные проёмы второго этажа оформлены прямыми сандриками и подоконными плитами. Под крышей проходит сложный карниз. Здание по центру венчает фигурный аттик.